# داريل ماكنزي
داريل ماكنزي (بالإنجليزية: Daryl McKenzie)‏ هو ملحن أسترالي، ولد في 1962.

## روابط خارجية
- داريل ماكنزي على موقع IMDb (الإنجليزية)
- داريل ماكنزي على موقع ميوزك برينز (الإنجليزية)